# Prudencio de Guadalfajara
Prudencio de Guadalfajara y Aguilera (Zamora, 28 de abril de 1761 – Madrid, 16 de junho de 1855), Duque de Castro-Terreño, e último conde de Castro-Terreño (elevado a ducado), Grande de Espanha e cavaleiro da Insígnia da Ordem do Tosão de Ouro, foi um nobre, militar e político espanhol.
Foi vice-rei de Navarra entre 1826 e 1830.